# Festuca auriculata
Festuca auriculata är en gräsart som beskrevs av Vasiliĭ Petrovich Drobow. Festuca auriculata ingår i släktet svinglar, och familjen gräs. Inga underarter finns listade i Catalogue of Life.